# James Patrick
James Alan Patrick (* 14. Juni 1963 in Winnipeg, Manitoba) ist ein ehemaliger kanadischer Eishockeyspieler und derzeitiger -trainer. Während seiner von 1980 bis 2006 andauernden aktiven Karriere absolvierte der Verteidiger unter anderem über 1300 Spiele für die New York Rangers, Hartford Whalers, Calgary Flames und Buffalo Sabres in der National Hockey League. Mit der kanadischen Nationalmannschaft gewann er die Goldmedaille beim Canada Cup 1987 sowie jeweils eine Silber- und Bronzemedaille bei Weltmeisterschaften.
Nach dem Ende seiner aktiven Karriere war Patrick für die Buffalo Sabres (2006–2013) sowie die Dallas Stars (2013–2017) als Assistenztrainer tätig. Seit Juni 2017 ist er Cheftrainer der Kootenay bzw. Winnipeg Ice aus der Western Hockey League.

## Karriere
James Patrick spielte während seiner Juniorenzeit für die Prince Albert Raiders in der Saskatchewan Junior Hockey League zusammen mit Dave Tippett, wobei sie 1981 mit dem Team die Manitoba Centennial Trophy gewannen. Von dort wechselten beide an die University of North Dakota, mit deren Eishockey-Team, den Fighting Sioux, sie 1982 den Titel der National Collegiate Athletic Association errangen. Neben ihnen waren mit Troy Murray, Craig Ludwig, Gord Sherven und Darren Jensen noch einige weitere zukünftige NHL-Spieler im Kader. Im gleichen Jahr gewann der Verteidiger mit der kanadischen U20-Nationalmannschaft die erste Goldmedaille seines Landes in dieser Altersklasse bei der Junioren-Weltmeisterschaft 1982. Schon vor der Zeit an der Universität hatten sich die New York Rangers beim NHL Entry Draft 1981 die Rechte an ihm gesichert. Sie wählten ihn in der ersten Runde an neunter Position aus.
Die Saison 1983/84 verbrachte er mit der kanadischen Eishockeynationalmannschaft und bereitete sich auf die Olympischen Winterspiele in Sarajevo vor. Das Team verpasste jedoch mit dem vierten Platz knapp die Bronzemedaille.
Gleich nach den Olympischen Spielen stieß er zum Kader der New York Rangers und bestritt noch zwölf Spiele für die Rangers. In seinen elf Spielzeiten bei den Rangers entwickelte er sich zu einem der solidesten Verteidiger der NHL. 1987 vertrat er sein Heimatland Kanada sowohl beim Canada Cup als auch bei der Weltmeisterschaft. Zwischen 1984 und 1986 stand auch sein Bruder Steve im Kader der Rangers.
Im November 1993 wechselte er gemeinsam mit Darren Turcotte zu den Hartford Whalers, die im Gegenzug unter anderem Steve Larmer nach New York schickten. So verpasste er auch den Gewinn des Stanley Cups, der den Rangers zum Saisonende gelang. Schon zur Saison 1994/95 wechselte er erneut das Team. Für Michael Nylander, Zarley Zalapski und ihn schickten die Calgary Flames drei Spieler, unter anderem Gary Suter, nach Hartford. Bei den Flames blieb er für fünf Jahre, von denen er die Saison 1996/97 nach einer schweren Knieverletzung weitgehend pausieren musste. Zur Saison 1998/99 wechselte Patrick als Free Agent zu den Buffalo Sabres. Nach sechs Spielzeiten in Buffalo erklärte er am 8. September 2005 seinen Rücktritt vom aktiven Sport und wechselte in den Trainerstab der Sabres.
Bald darauf entschied Patrick sich jedoch für eine Rückkehr auf das Eis und wechselte zur Saison 2005/06 nach Deutschland zu den Frankfurt Lions. Nach einem Jahr in der Deutschen Eishockey Liga kehrte er als Assistenztrainer zu den Buffalo Sabres zurück. Diese Position hatte er bis zum Saisonende 2012/13 inne. Anschließend wechselte er als Assistent zu den Dallas Stars, wo er erneut unter Cheftrainer Lindy Ruff tätig war, mit dem er bereits in Buffalo gearbeitet hatte. Nach vier Jahren in Dallas wurden beide am Ende der Saison 2016/17 entlassen. Anschließend wurde er als neuer Cheftrainer der Kootenay Ice aus der Western Hockey League vorgestellt. Diese Position behielt er, als das Team nach Winnipeg umzog und dort seither als Winnipeg Ice firmiert. Das Team führte er in der Saison 2021/22 zur Scotty Munro Memorial Trophy als beste Mannschaft der Hauptrunde, sodass man ihn mit der Dunc McCallum Memorial Trophy als bester Trainer der WHL ehrte.

## Erfolge und Auszeichnungen
| - 1981 Manitoba-Centennial-Trophy-Gewinn mit den Prince Albert Raiders - 1982 WCHA Second All-Star Team - 1982 WCHA Rookie of the Year - 1982 NCAA-Division-I-Championship mit der University of North Dakota - 1982 NCAA-Championship All-Tournament Team | - 1983 WCHA First All-Star Team - 1983 NCAA West All-American Team - 1983 Finalist um den Hobey Baker Memorial Award - 2022 Dunc McCallum Memorial Trophy - 2025 Dunc McCallum Memorial Trophy |

### International
- 1982 Goldmedaille bei der Junioren-Weltmeisterschaft
- 1983 Bronzemedaille bei der Junioren-Weltmeisterschaft
- 1983 Bronzemedaille bei der Weltmeisterschaft
- 1987 Goldmedaille beim Canada Cup
- 1989 Silbermedaille bei der Weltmeisterschaft

## Karrierestatistik

### International
Vertrat Kanada bei:
| - Junioren-Weltmeisterschaft 1982 - Junioren-Weltmeisterschaft 1983 - Weltmeisterschaft 1983 - Olympischen Spielen 1984 - Weltmeisterschaft 1987 | - Canada Cup 1987 - Weltmeisterschaft 1989 - Weltmeisterschaft 1998 - Weltmeisterschaft 2002 |

(Legende zur Spielerstatistik: Sp oder GP = absolvierte Spiele; T oder G = erzielte Tore; V oder A = erzielte Assists; Pkt oder Pts = erzielte Scorerpunkte; SM oder PIM = erhaltene Strafminuten; +/− = Plus/Minus-Bilanz; PP = erzielte Überzahltore; SH = erzielte Unterzahltore; GW = erzielte Siegtore; 1 Play-downs/Relegation; Kursiv: Statistik nicht vollständig)

## Familie
Sein älterer Bruder Steve Patrick war und dessen Sohn Nolan Patrick ist ebenfalls professioneller Eishockeyspieler. Ihr Vater Stephen Patrick spielte für die Winnipeg Blue Bombers in der Canadian Football League und war später Abgeordneter der Legislativversammlung von Manitoba.
Mit der ebenfalls aus der NHL bekannten Familie „Patrick“ um Lester, Lynn und Craig Patrick ist er allerdings nicht verwandt.